# Dan Freed
Pour les articles homonymes, voir Freed.
Daniel Stuart « Dan » Freed (né le 17 avril 1959) est un mathématicien américain, qui s'intéresse notamment à l'analyse globale et ses applications à la supersymétrie, la théorie des cordes et la théorie quantique des champs.

## Formation et carrière
Freed étudie à l'université Harvard, où il a obtenu ses diplômes de baccalauréat et de maîtrise en 1981. Il a reçu son doctorat de l'université de Californie à Berkeley avec sa thèse intitulée The geometry of loop groups sous la direction d'Isadore Singer. En tant que chercheur postdoctoral, Freed a été un instructeur Moore au Massachusetts Institute of Technology, puis il est devenu professeur adjoint à l'université de Chicago. Il est professeur agrégé et à partir de 1994, professeur à l'université du Texas à Austin. De 1996 à 1998, il travaille à l'Institute for Advanced Study (IAS) et il a été chercheur invité à l'Institut des hautes études scientifiques (1995, 1999).

## Prix et distinctions
Pour l'année académique 2002-2003 Freed a bénéficié d'une bourse Guggenheim et de 1988 à 1992, d'une bourse Sloan. En 2002, il a été un conférencier invité au Congrès international des mathématiciens à Pékin avec une conférence intitulée « Twisted K-theory and loop groups ». Il est l'un des fondateurs de l'Institut de mathématiques IAS/Park City et il est depuis 2006 membre du conseil d'administration de la fondation Mathematical Sciences Research Institute (MSRI), où il fait partie du conseil consultatif scientifique depuis 2002. Il est fellow de l'American Mathematical Society. En 2014 il est lauréat du prix Berwick décerné par la London Mathematical Society.

## Publications
- Quantum fields and strings: a course for mathematicians. Vol. 1, 2. Material from the Special Year on Quantum Field Theory held at the Institute for Advanced Study, Princeton, NJ, 1996–1997 ; édité par Pierre Deligne, Pavel Etingof (en), Daniel S. Freed, Lisa Jeffrey, David Kazhdan, John Morgan, David R. Morrison (en) et Edward Witten. American Mathematical Society, Providence, RI; Institute for Advanced Study (IAS), Princeton, NJ, 1999. Vol. 1: xxii+723 pp.; Vol. 2: pp. i--xxiv et 727–1501.  (ISBN 0-8218-1198-3), 81-06 (81T30 81Txx)
- Quantum field theory, supersymmetry, and enumerative geometry, édité par Daniel S. Freed, David R. Morrison et Isadore Singer. IAS/Park City Mathematics Series, Vol. 11. American Mathematical Society Providence, RI viii+285. Papers from the Graduate Summer School of the IAS/Park City Mathematics Institute held in Princeton, NJ, 2001. (2006)
- (éd. avec) Karen Uhlenbeck: Geometry and Quantum Field Theory, American Mathematical Society 1995
- avec Karen Uhlenbeck: Instantons and 4-Manifolds, Springer Verlag 1984
- Five lectures on supersymmetry, American Mathematical Society 1999.